# Karamoko Cissé
Karamoko Cissé (ur. 14 listopada 1988 w Koubii), gwinejski piłkarz, posiada również obywatelstwo włoskie. Występuje na pozycji napastnika.

## Kariera
Karamoko Cissé jest wychowankiem Virtus Petosino. W roku 2003 trafił do Atalanty BC. Rozegrał w tym klubie zaledwie 3 mecze. Debiut w Serie A zanotował 26 listopada 2006 podczas meczu Atalanta – Torino FC, przegranego przez drużynę Cisse 1:2. Następnie Cissé był zawodnikiem UC AlbinoLeffe, z którym występował w Serie B i Serie C. Grał też w Casertanie z Serie C i w Benevento Calcio, z którym awansował z Serie C do Serie B. W sezonie 2017/2018 grał w FC Bari 1908, a latem 2018 trafił do klubu Hellas Verona.